# Połkwa
Połkwa (Połtwa) – rzeka na Ukrainie, w obwodzie chmielnickim, prawy dopływ Horynia.
Płynie przez Teofipol.